# Maurice Moucheraud
Maurice Moucheraud (Potangis, 1933. július 28. – Aix-les-Bains, 2020. január 13.) olimpiai bajnok francia kerékpárversenyző.

## Pályafutása
Az 1956-os melbourne-i olimpián aranyérmet nyert országúti csapatversenyben Michel Vermeulinnel és Arnaud Geyre-rel együtt. 

## Sikerei, díjai
- Olimpiai játékok
  - aranyérmes: 1956, Melbourne (országúti csapatverseny)